# Polšnik
Polšnik je naselje v Občini Litija.
Prebivalci se ukvarjajo s kmetijstvom, obdelujejo les in ukvarjajo se tudi z različnimi domačimi obrtmi.